# 布埃乌
布埃乌，是西班牙加利西亚自治区蓬特韦德拉省的一个市镇。 总面积31平方公里，总人口12.35人（2001年），人口密度398人/平方公里。